# 赫伯特·约翰斯顿
赫伯特·约翰斯顿（英語：Herbert Johnston，1902年4月16日—1967年4月5日），英国男子田径运动员。他曾代表英国参加1924年和1928年夏季奥林匹克运动会田径比赛，其中1924年奥运会获得一枚银牌。